# 포르자 모터스포츠 4

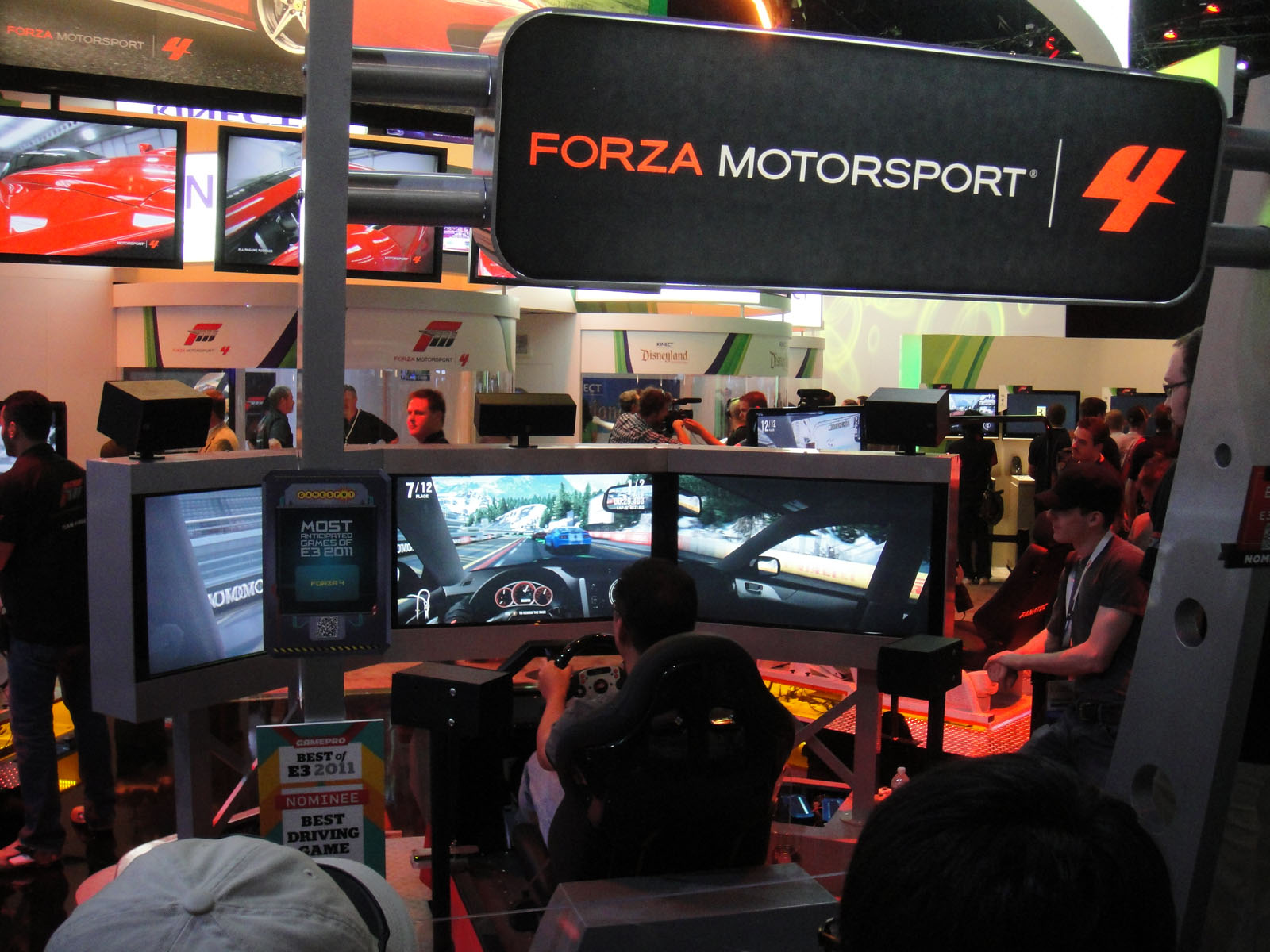

포르자 모터스포츠 4(영어: Forza Motorsport 4)는 포르자 모터스포츠 시리즈의 네 번째 게임이자, 포르자 모터스포츠 3의 후속작으로 턴 10 스튜디오(Turn 10 Studios) 개발, 마이크로소프트 게임 스튜디오에서 발행하고, 2011년 10월 11일 발매된 엑스박스 360용 레이싱게임이다. 보통 포르자 4로 불린다. 자막 한글화되어 발매되었다.

## 게임내용
포르자 모터스포츠 시리즈의 네 번째 작품인 포르자 모터스포츠 4는 시리즈 처음으로 키넥트를 도입하였으며, 여러개의 실체 현존하는 서킷들과 가상의 서킷들을 80개 자동차 회사의 500대 이상의 자동차들을 선택하여 플레이가 가능하다. 영국 BBC에서 방영되는 탑 기어 프로그램과 협력하여 실제 제레미 클락슨의 목소리로 몇 대의 자동차 설명을 들을 수 있으며, 온라인을 통한 여러사람들과 플레이는 물론, 게임 내의 화폐를 이용하여 온라인 경매를 통해 자동차를 구입, 자신이 소유한 차량들을 판매를 할 수 있다.

## 다운로드 가능 콘텐츠
발매 달로부터 매 달, 여러대의 자동차가 포함된 다운로드 가능 콘텐츠(DLC)가 발매되었다. 일렉트로닉 아츠에서 먼저 포르쉐 라이센스를 갖고 있었기 때문에 전 작과 달리 포르자 모터스포츠 4에는 처음부터 포르쉐 차들이 등장하지 않았는데, 라이센스가 소멸되고 2012년 5월 22일에 30대의 포르쉐 차량들이 포함된 DLC가 발매되었다.